# 斯里維加亞足球俱樂部
斯里维加亚足球俱乐部（Sriwijaya Football Club），简称斯里维加亚，又作三佛齐或室利佛逝（皆为古代音译的延续），是一家印度尼西亚足球俱乐部，主场位于印度尼西亚港口城市巨港。

## 球隊榮譽
- 印度尼西亞足球甲級聯賽

- 冠軍 (1): 2007

- 印尼盃

- 冠軍 (2): 2007, 2008/09

## 亞足聯冠軍聯賽成績
- 2009年- 小組賽

- 2010年- 外圍賽出局

洲际比赛经典战役：
2009年亚冠小组赛第6轮 主场 4-2 山东鲁能泰山